# Piper subprostratum
Piper subprostratum är en pepparväxtart som beskrevs av C. Dc.. Piper subprostratum ingår i släktet Piper och familjen pepparväxter. Inga underarter finns listade i Catalogue of Life.